# Années 1260
Les années 1260 couvrent la période de 1260 à 1269.

## Événements
- Vers 1260-1280 : les Osmanlis, descendant de la tribu turque Oghuz des Kayi, dirigés par Ertuğrul s’établissent dans la région de Söğüt (Bithynie), à la frontière avec l’empire byzantin, où le sultan Saljûqide ‘Ala al-Din leur assigne un territoire, noyau de l’empire ottoman[1].
- 1260-1277 : règne de Baybars ; l’Égypte et la Syrie vont redevenir des centres de rayonnement culturel et artistique. Baybars embellit Le Caire, construit des ponts et des routes, rétablit un service postal[2].
- 1260 : bataille d'Aïn Djalout. Les mongols d'Iran mènent plusieurs expéditions pour conquérir la Syrie mais se heurtent aux mamelouks d'Égypte[3].
- 1260-1264 : guerre civile dans l'empire mongol entre les partisans de Kubilai Khan et ceux de son frère Ariq Boqa[4].
- 1262-1266 : guerre entre le khan de la Horde d'or Berké allié avec le sultan mamelouk Baybars contre l'Ilkhan Houlagou[4].

- 1265 : alliance entre l'empire byzantin et l'ilkhan de Perse Houlagou dont le fils Abaqa épouse Marie, fille naturelle de Michel VIII Paléologue[5].
- 1266 : Mubarak Shah, convertit à l’islam, règne sur khanat de Djaghataï ; il est rapidement remplacé par Barak, qui aurait été lui aussi musulman. L'islamisation progresse dans le Turkestan[6].
- 1267-1338 : ambassades occidentales auprès des Mongols. Elles cherchent en vain à organiser des expéditions communes contre les mamelouks[7].
- 1269 : les Mérinides règnent sur tout le Maroc après la prise de Marrakech aux derniers Almohades[8].

### Europe

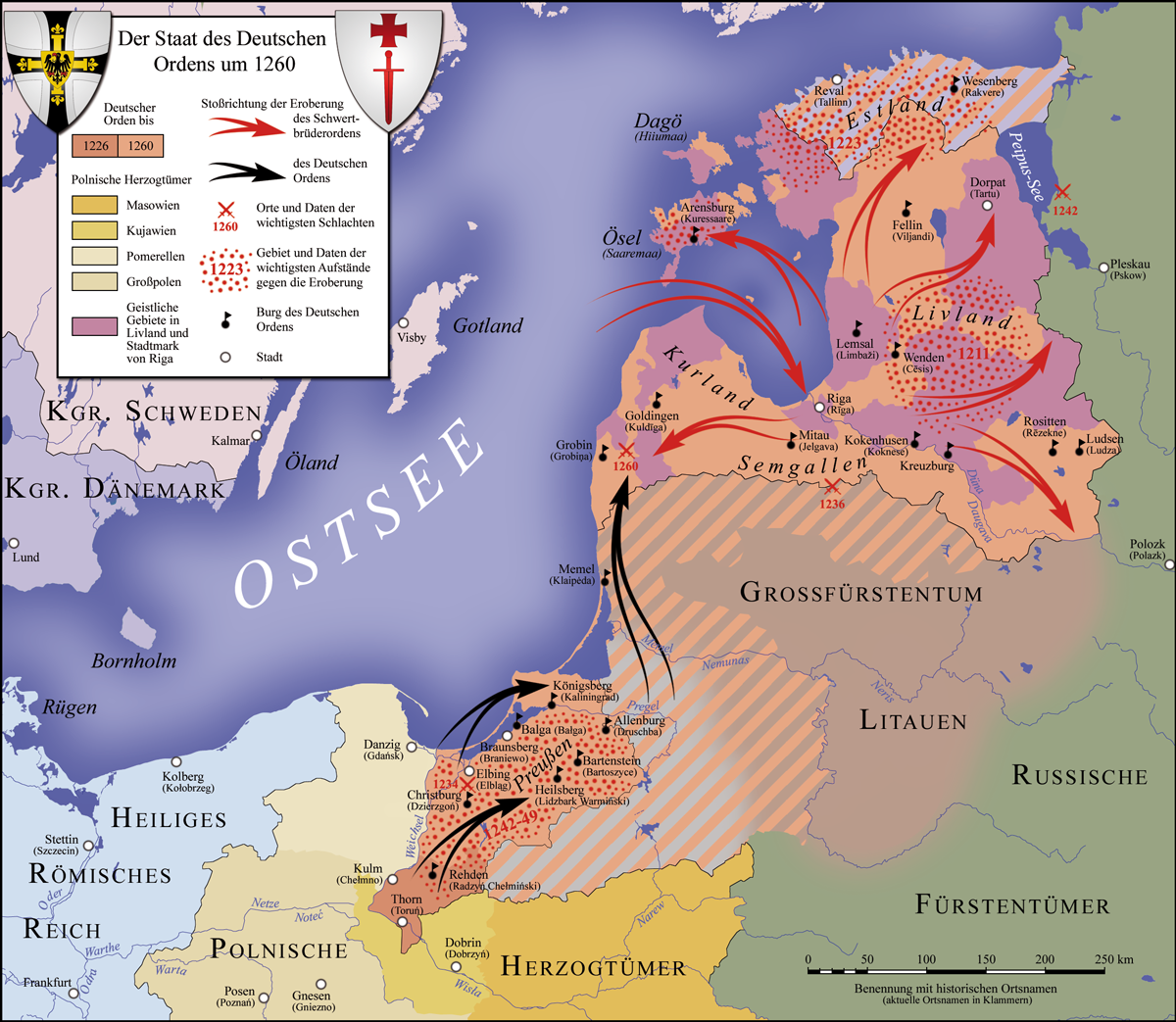
L'État monastique des chevaliers teutoniques en 1260

- 1260-1280 : triomphe de l’architecture gothique en Europe occidentale[9].
- Vers 1260-1270: à l’université de Paris, Boèce de Dacie et Siger de Brabant étudient Aristote en s’appuyant sur le commentaire d’Averroès (averroïstes), sans se préoccuper de la compatibilité de sa philosophie avec la Révélation chrétienne[10].
- 1260-1262 : processions de flagellants en Italie et en Allemagne[11].
- 1260-1269 : Ottokar Přemysl unifie les pays slaves entre les Sudètes et l’Adriatique. Il invite des colons allemands à peupler les terres de Bohême, de Moravie et de Carinthie et favorise le développement des villes[12].
- 1261 : après sa victoire sur le prince d'Achaïe Guillaume de Villehardouin et le despote d’Épire Michel II Doukas à Pélagonia en 1259, le basileus Michel VIII Paléologue, aidé par Gênes, vainc l'empereur latin Baudouin II de Courtenay puis commence la reconquête de la Grèce[13].
- Après 1261 : réapparition à Constantinople d’un haut enseignement privé dominé par Georges Acropolite et Grégoire de Chypre[14].
- 1261-1264 : le Groenland (1261) et l'Islande (entre 1262 et 1264) passent sous contrôle norvégien[15].
- 1262-1266 : guerre écosso-norvégienne[16].
- 1264-1267 : seconde guerre des barons anglais contre Henri III d'Angleterre qui refuse d’appliquer les Provisions d'Oxford[17].
- 1264-1270 : Albert le Grand enseigne à Wurtzbourg (1264), à Strasbourg (1267), puis à Cologne (1270)[18].
- 1265-1268 : Charles Ier d’Anjou s'impose en Italie. Il conquiert le royaume de Sicile sur les Hohenstaufen et fonde la maison d'Anjou-Sicile[19].
- Vers 1267 : le rabbin espagnol Nahman de Gérone, d’abord cabaliste opposé à Maïmonide, puis ayant repris la réflexion traditionnelle sur le Talmud, part à Jérusalem et y fonde une synagogue, qui existe encore[20].

## Personnages significatifs

### Culture et religion
- Albert le Grand - Roger Bacon - Boèce de Dacie - Bonaventure de Bagnorea - Gérard de Borgo San Donnino - Guillaume de Rubrouck - Jean de Parme - Moshe ben Nahman - Nichiren - Raymond de Peñafort - Drogön Chögyal Phagpa - Rutebeuf - Siger de Brabant - Thomas d'Aquin

### Politique
- Abaqa - Al-Mustansir - Alghu - Alix de Méranie - Alphonse X de Castille - Alphonse de Poitiers - Alphonse III de Portugal - Ariq Boqa - Balbân - Barak - Baybars  - Béla IV de Hongrie - Berké - Boleslas V le Pudique - Birger Jarl - Charles d'Anjou -  Conradin - Guillaume II de Villehardouin - Héthoum Ier d'Arménie - Henri III d'Angleterre - Houlagou Khan - Hugues III de Chypre - Jacques Ier d'Aragon - Kubilai Khan - Llywelyn le Dernier - Louis IX de France - Magnus VI de Norvège - Manfred Ier de Sicile - Michel VIII Paléologue  - Nogaï - Ottokar II de Bohême - Otton Visconti - Qaïdu - Simon V de Montfort - Töregene - Trần Thánh Tông